# سلطان العتواني
سلطان حزام شمسان العتواني (و.1952- ) برلماني وسياسي يمني، الأمين العام للتنظيم الوحدوي الشعبي الناصري، ومستشار رئيس الجمهورية، عضو مجلس النواب.